# Parsowie

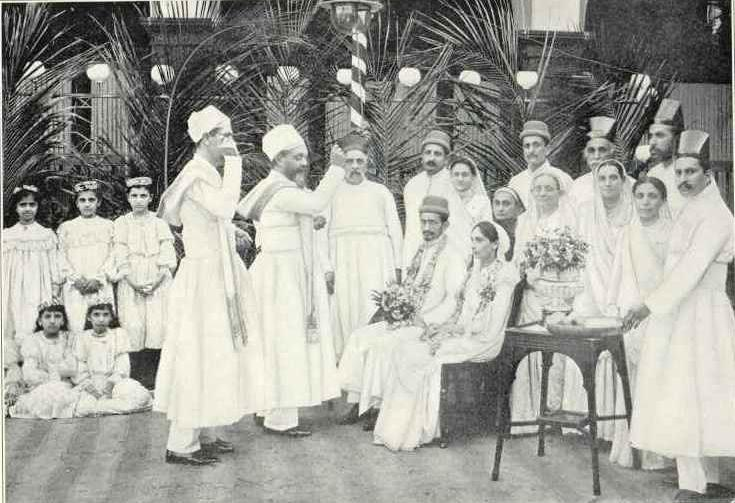
Parsyjska ceremonia ślubna, 1905

Parsowie lub Indyjscy zaratusztrianie – grupa etniczna wywodząca się od starożytnych Persów, wyznająca zaratusztrianizm, zamieszkująca przede wszystkim Indie (Bombaj – około 69 tysięcy).

## Populacja

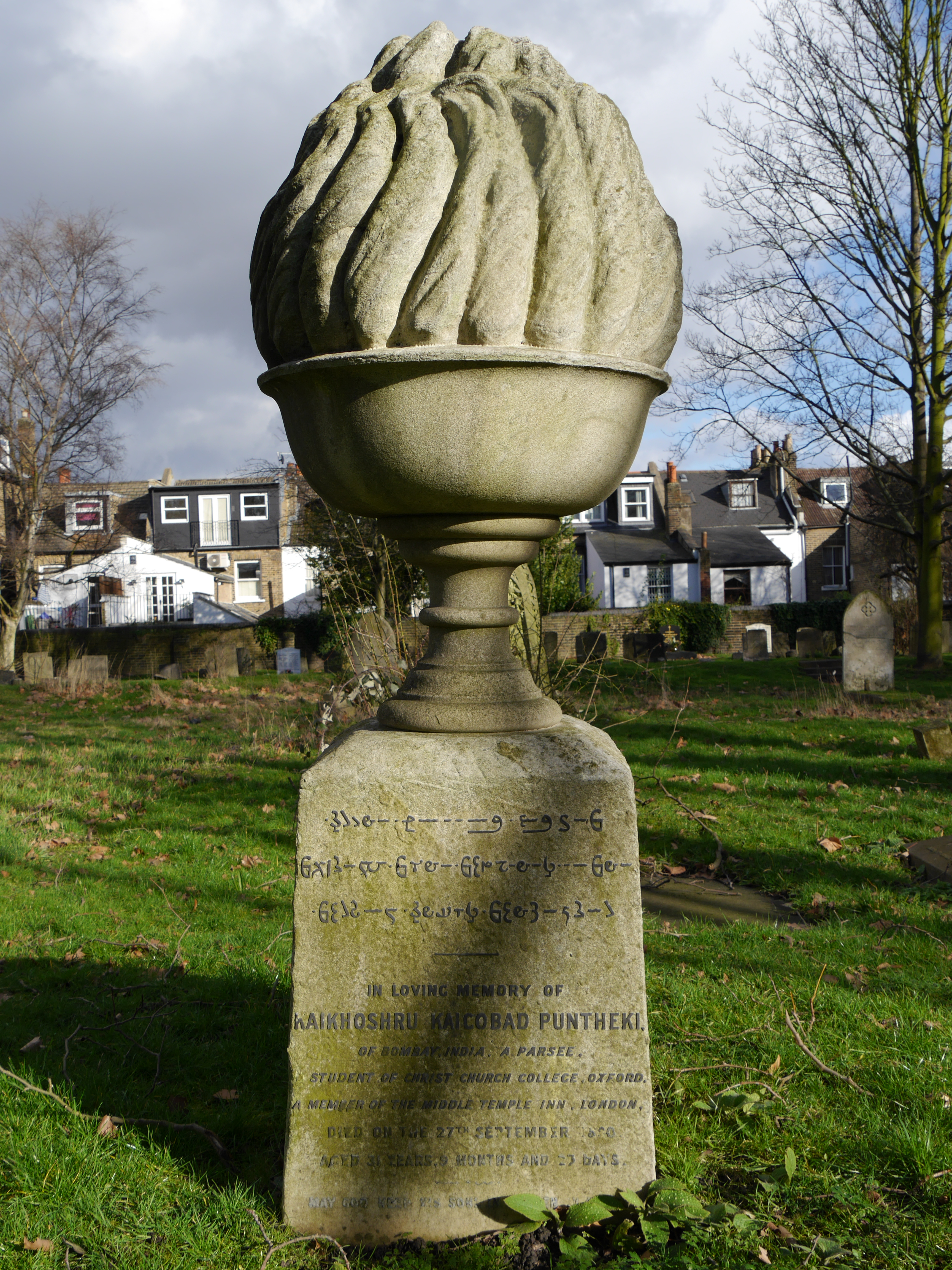
Cmentarz St. Mary's, Wandsworth, Posąg Zaratusztriańskiego ognia

Liczne skupiska Parsów zamieszkują także Europę (przede wszystkim Londyn – około 4 tys. osób), a także Stany Zjednoczone. Przy nasilającej się asymilacji i emigracji jej udział procentowy w społeczeństwie Indii spada. W Iranie współczesnym żyje mniej niż 30 tys. zaratusztrian – grupy, z której wywodzą się Parsowie. Parsowie są potomkami grupy około 120 tys. Persów, która w VIII wieku uciekła przed muzułmańskim prześladowaniem z Persji i osiedliła się na terenach Gudźaratu w Indiach. Rozwój grupy nastąpił, kiedy na początku XIX wieku stali się pośrednikami w handlu przy Kompanii Wschodnioindyjskiej.
Tradycyjnym językiem Parsów jest język awestyjski z księgi Awesta, czyli świętego zbioru tekstów – jednak znajomość jego jest znikoma i ogranicza się do liturgii religijnej. Współcześni Parsowie posługują się więc gudźarati lub coraz częściej angielskim.
Najbardziej znanymi Parsami byli Freddie Mercury (właściwie: Farrokh Bulsara) i Jamsetji Tata, założyciel Tata Group.

## Parsowie w sztuce
- książki Przepaść między nami i Odnaleziony świat (Thrity Umrigar); Sprawy rodzinne Rohintona Mistry; Skin Deep Nergis Dalal
- filmy Little Zizou, Pestonjee